# Потенгово (Слупський повіт)
Потенгово (пол. Potęgowo, нім. Pottangow) — село в Польщі, у гміні Потенгово Слупського повіту Поморського воєводства.
Населення — 1426 осіб (2011).
У 1975-1998 роках село належало до Слупського воєводства.

## Демографія
Демографічна структура станом на 31 березня 2011 року:
|          | Загалом | Допрацездатний вік | Працездатний вік | Постпрацездатний вік |
| -------- | ------- | ------------------ | ---------------- | -------------------- |
| Чоловіки | 704     | 131                | 511              | 62                   |
| Жінки    | 722     | 128                | 469              | 125                  |
| Разом    | 1426    | 259                | 980              | 187                  |